# Могилево (Ленінградська область)
Могилево (рос. Могилёво) — присілок у Кіриському районі Ленінградської області Російської Федерації.
Населення становить 190 осіб. Належить до муніципального утворення Будогощенське міське поселення.

## Історія
Згідно із законом від 1 вересня 2004 року № 49-оз органом  місцевого самоврядування є Будогощенське міське поселення.

## Населення
| 1879 | 1910 | 1928 | 1965 | 1997 | 2002 | 2007 |
| ---- | ---- | ---- | ---- | ---- | ---- | ---- |
| 154  | ↗220 | ↗239 | ↘171 | ↗199 | ↘155 | ↗195 |
| 2010 | 2017 |      |      |      |      |      |
| ↘187 | ↗190 |      |      |      |      |      |